# 2010 في الإمارات العربية المتحدة
فيما يلي قوائم الأحداث التي وقعت خلال عام 2010 في الإمارات العربية المتحدة.

## أحداث

بناء برج خليفة أطول برج في العالم

- 3 سبتمبر – حادثة خطوط يو بي إس الرحلة 6 هي رحلة جوية انتهت بالتحطم طائرة الشحن في 3 سبتمبر 2010، من طراز بوينغ 747-400 تقوم بتشغيلها شركة خطوط يو بي إس الجوية الأمريكية
- 4 يناير - بناء برج خليفة أطول برج في العالم.[1]

## رياضة
- 1 يناير – كأس العالم للأندية 2010 الفائز إنتر ميلان.

## وفيات

### مارس

نعي أحمد بن زايد آل نهيان في الصحف الإماراتية بعد وفاته (مارس 2010)

- 26 مارس – أحمد بن زايد آل نهيان (مواليد 1968) سياسي إماراتي.

### أكتوبر
- 27 أكتوبر – صقر بن محمد القاسمي (مواليد 1920) سياسي إماراتي.[2]